# Vodacom Cup 2011
La  Vodacom Cup 2011, disputata tra il 25 febbraio e il 13 maggio 2011, è la 14ª edizione di questa competizione nazionale sudafricana di rugby a 15. 
Hanno partecipato alla competizione le selezioni provinciali sudafricane che disputano la più importante Currie Cup e due squadre aggiuntive: i Welwitschias dalla Namibia e la selezione dei Pampas XV dall'Argentina, formata dai migliori giocatori dei campionati argentini (mancano cioè i giocatori argentini impegnati nei campionati europei).
Il successo è andato a sorpresa ai Pampas XV argentini che hanno vinto tutte e 11 le partite disputate.

## Competizione
16 squadre divise in due gironi su base geografica (Nord-Sud), ognuno di otto team, con la squadra namibiana nel girone Nord e gli argentini nel girone sud.
La formula è particolare. Infatti le squadre dello stesso girone, anziché affrontarsi tra loro, giocano otto partite contro le squadre dell'altro girone (quattro in casa e quattro in trasferta). Le prime quattro di ogni girone si qualificano ai quarti.
La vincente di ogni girone, affronta nei quarti in partita unica in casa la quarta del suo girone e la seconda la terza.
Anche le semifinali è giocata in partita unica con il vantaggio di giocare in casa per la squadra meglio classificata nella prima fase.

## Squadre partecipanti e stadi
| Girone Nord  |                                    |
| Squadra      | Stadio/i                           |
| Falcons      | Barnard Stadium, Kempton Park      |
| Falcons      | Isak Steyl Stadium, Vanderbijlpark |
| Pumas        | Puma Stadium, Witbank              |
| Pumas        | High School, Ermelo                |
| Griquas      | GWK Park, Kimberley                |
| Griquas      | Diamantveld High, Kimberley        |
| Golden Lions | Ellis Park, Johannesburg           |
| Leopards     | Olën Park, Potchefstroom           |
| Leopards     | Wouter de Vos Stadium, Mafikeng    |
| Griffons     | North West Stadium, Welkom         |
| Blue Bulls   | Loftus Versfeld Pretoria           |
| Blue Bulls   | Peter Mokaba Stadium, Polokwane    |
| Welwitschias | H. Geinbob Stadium, Windhoeck      |

| Girone Sud                |                                    |
| Team                      | Stadium/s                          |
| Boland CavaliersCavaliers | Boland Stadium Wellington          |
| Boland CavaliersCavaliers | Sports Ground, Bredasdorp          |
| Boland CavaliersCavaliers | Moorreesburg Stadium, Moorreesburg |
| Border Bulldogs           | Buffalo City Stadium, East London  |
| Western Province          | Newlands Stadium, Città del Capo   |
| E.P. Elephants            | Nelson Mandela, Port Elizabeth     |
| Pampas XV                 | Fannie du Toit, Potchefstroom      |
| Pampas XV                 | Olën Park, Potchefstroom           |
| Natal Sharks              | Kings Park Stadium, Durban         |
| Natal Sharks              | Ugu Sports Grounds, Margate        |
| Natal Sharks              | Mick Kelly Park, Empangeni         |
| Eagles                    | Outeniqua Park, George             |
| Eagles                    | Loerie Park, Knysna                |
| Free State                | Free State Stadium, Bloemfontein   |
| Free State                | Shimla Park, Bloemfontein          |

## Regular Season
| 1ª giornata   |             |   |              |         |                |
| 25 / 2 / 2011 | Border      | - | Leopards     | 21 - 27 | East London    |
| 25 / 2 / 2011 | E.P. Kings  | - | Welwitschias | 47 - 12 | Port Elizabeth |
| 25 / 2 / 2011 | Eagles      | - | Pumas        | 26 - 35 | George         |
| 25 / 2 / 2011 | Cheetas     | - | Falcons      | 55 - 19 | Bloemfontein   |
| 26 / 2 / 2011 | West. Prov. | - | Golden Lions | 18 - 18 | Città del Capo |
| 26 / 2 / 2011 | Boland      | - | Griguas      | 25 - 42 | Bredasdorp     |
| 26 / 2 / 2011 | Pampas XV   | - | Griffons     | 52 - 29 | Potchefstroom  |
| 26 / 2 / 2011 | Sharks      | - | Blue Bulls   | 30 - 19 | Durban         |

| 2ª giornata  |              |   |             |         |               |
| 4 / 3 / 2011 | Leopards     | - | E.P. Kings  | 25 - 31 | Potchefstroom |
| 4 / 3 / 2011 | Golden Lions | - | Pampas XV   | 9-15    | Johannesburg  |
| 5 / 3 / 2011 | Blue Bulls   | - | Boland      | 17 - 20 | Pretoria      |
| 5 / 3 / 2011 | Welwitschias | - | Sharks      | 5-25    | Windhoek      |
| 5 / 3 / 2011 | Griffons     | - | Eagles      | 38 - 41 | Welkom        |
| 5 / 3 / 2011 | Griguas      | - | Border      | 84 - 9  | Kimberley     |
| 5 / 3 / 2011 | Pumas        | - | Cheetas     | 36 - 35 | Ermelo        |
| 5 / 3 / 2011 | Falcons      | - | West. Prov. | 14 - 86 | Kempton Park  |

| 3ª giornata   |             |   |              |         |                |
| 11 / 3 / 2011 | Border      | - | Griffons     | 19 - 16 | East London    |
| 11 / 3 / 2011 | Eagles      | - | Griguas      | 0 - 33  | Knysna         |
| 11 / 3 / 2011 | E.P. Kings  | - | Pumas        | 23-8    | Port Elizabeth |
| 11 / 3 / 2011 | West. Prov. | - | Welwitschias | 56 - 9  | Città del Capo |
| 12 / 3 / 2011 | Pampas XV   | - | Blue Bulls   | 27 - 22 | Potchefstroom  |
| 12 / 3 / 2011 | Sharks      | - | Falcons      | 67 - 26 | Margate        |
| 12 / 3 / 2011 | Boland      | - | Golden Lions | 10-32   | Moorreesburg   |
| 12 / 3 / 2011 | Cheetas     | - | Leopards     | 38 - 24 | Bloemfontein   |

| 4ª giornata   |              |   |             |         |                |
| 18 / 3 / 2011 | Pumas        | - | Border      | 73 - 14 | Witbank        |
| 18 / 3 / 2011 | Griguas      | - | Pampas XV   | 29 - 32 | Kimberley      |
| 19 / 3 / 2011 | Blue Bulls   | - | West. Prov. | 8-16    | Pretoria       |
| 19 / 3 / 2011 | Leopards     | - | Eagles      | 47 - 8  | Mafikeng       |
| 19 / 3 / 2011 | Welwitschias | - | Cheetas     | 13 - 29 | Windhoek       |
| 19 / 3 / 2011 | Falcons      | - | E.P. Kings  | 0 - 51  | Vanderbijlpark |
| 19 / 3 / 2011 | Griffons     | - | Boland      | 40 - 38 | Welkom         |
| 19 / 3 / 2011 | Golden Lions | - | Sharks      | 23 - 15 | Johannesburg   |

| 5ª giornata   |             |   |              |         |                |
| 25 / 3 / 2011 | Eagles      | - | Welwitschias | 34 - 27 | George         |
| 25 / 3 / 2011 | E.P. Kings  | - | Golden Lions | 10-11   | Port Elizabeth |
| 25 / 3 / 2011 | Border      | - | Falcons      | 15 - 43 | East London    |
| 25 / 3 / 2011 | Cheetas     | - | Blue Bulls   | 21 - 45 | Bloemfontein   |
| 25 / 3 / 2011 | Boland      | - | Pumas        | 17 - 26 | Wellington     |
| 26 / 3 / 2011 | Pampas XV   | - | Leopards     | 38 - 20 | Potchefstroom  |
| 26 / 3 / 2011 | Sharks      | - | Griffons     | 63 - 7  | Empangeni      |
| 26 / 3 / 2011 | West. Prov. | - | Griguas      | 23 - 22 | Città del Capo |

| 6ª giornata  |              |   |             |         |               |
| 1 / 4 / 2011 | Griguas      | - | Sharks      | 23 - 16 | Kimberley     |
| 1 / 4 / 2011 | Pumas        | - | Pampas XV   | 20 - 46 | Witbank       |
| 1 / 4 / 2011 | Falcons      | - | Eagles      | 33 - 26 | Kempton Park  |
| 1 / 4 / 2011 | Leopards     | - | Boland      | 14 - 43 | Potchefstroom |
| 2 / 4 / 2011 | Welwitschias | - | Border      | 20 - 20 | Windhoek      |
| 2 / 4 / 2011 | Griffons     | - | West. Prov. | 0 - 60  | Welkom        |
| 2 / 4 / 2011 | Blue Bulls   | - | E.P. Kings  | 29 - 28 | Pretoria      |
| 2 / 4 / 2011 | Golden Lions | - | Cheetas     | 37 - 19 | Johannesburg  |

| 7ª giornata  |             |   |              |         |                |
| 8 / 4 / 2011 | Boland      | - | Welwitschias | 71 - 33 | Wellington     |
| 8 / 4 / 2011 | Eagles      | - | Golden Lions | 14 - 37 | George         |
| 8 / 4 / 2011 | Border      | - | Blue Bulls   | 8 - 34  | East London    |
| 9 / 4 / 2011 | West. Prov. | - | Pumas        | 27 - 14 | Città del Capo |
| 9 / 4 / 2011 | Pampas XV   | - | Falcons      | 57 - 15 | Potchefstroom  |
| 9 / 4 / 2011 | Cheetas     | - | Griffons     | 38 - 24 | Bloemfontein   |
| 9 / 4 / 2011 | E.P. Kings  | - | Griguas      | 26 - 16 | Port Elizabeth |
| 9 / 4 / 2011 | Sharks      | - | Leopards     | 38 - 7  | Durban         |

| 8ª giornata   |              |   |             |         |               |
| 15 / 4 / 2011 | Griffons     | - | E.P. Kings  | 43 - 45 | Welkom        |
| 15 / 4 / 2011 | Griguas      | - | Cheetas     | 26 - 17 | Kimberley     |
| 16 / 4 / 2011 | Blue Bulls   | - | Eagles      | 23 - 25 | Pretoria      |
| 16 / 4 / 2011 | Leopards     | - | West. Prov. | 16 - 26 | Potchefstroom |
| 16 / 4 / 2011 | Pumas        | - | Sharks      | 27 - 29 | Witbank       |
| 16 / 4 / 2011 | Falcons      | - | Boland      | 25 - 25 | Kempton Park  |
| 16 / 4 / 2011 | Namibia      | - | Pampas XV   | 10 - 52 | Windhoek      |
| 16 / 4 / 2011 | Golden Lions | - | Border      | 52 - 19 | Johannesburg  |

### Classifica Girone Nord
aggiornata al 4/4/2011
| |                  |   |   |   |   |      |      |       |    |    |            |            |       |
| | Team             | G | V | D | P | P.F. | P.S. | Diff. | M+ | M- | Bonus mete | Bonus dif. | Punti |
| 1 | Golden Lions (Q) | 8 | 6 | 1 | 1 | 219  | 120  | +99   | 25 | 15 | 4          | 1          | 31    |
| 2 | Griquas (Q)      | 8 | 5 | 0 | 3 | 275  | 148  | +127  | 38 | 13 | 4          | 2          | 26    |
| 3 | Pumas (Q)        | 8 | 4 | 0 | 4 | 239  | 217  | +37   | 26 | 21 | 2          | 1          | 19    |
| 4 | Blue Bulls (Q)   | 8 | 3 | 0 | 5 | 197  | 175  | +22   | 26 | 20 | 2          | 3          | 17    |
| 5 | Griffons         | 6 | 1 | 0 | 7 | 197  | 356  | -159  | 25 | 52 | 5          | 3          | 12    |
| 6 | Falcons          | 8 | 2 | 1 | 5 | 175  | 382  | -207  | 24 | 59 | 2          | 0          | 12    |
| 7 | Leopards         | 8 | 2 | 0 | 6 | 176  | 243  | -67   | 24 | 30 | 2          | 1          | 11    |
| 8 | Welwitschias     | 8 | 0 | 1 | 7 | 129  | 334  | -205  | 16 | 53 | 2          | 1          | 5     |
| I primi 4 ai quarti di finale Punteggio *4 punti per la vittoria 2 per il pareggio *1 punto di bonus per sconfitta con meno di 7 punti *1 punto di bonus per 4 mete segnate |                  |   |   |   |   |      |      |       |    |    |            |            |       |

### Classifica Girone Sud
aggiornata al 4/4/2011
| |                        |   |   |   |   |      |      |       |    |    |            |            |       |
| | Team                   | G | V | D | P | P.F. | P.S. | Diff. | M+ | M- | Bonus mete | Bonus dif. | Punti |
| 1 | Pampas XV (Q)          | 8 | 8 | 0 | 0 | 319  | 154  | +165  | 41 | 18 | 5          | 0          | 37    |
| 2 | Western Province (Q)   | 8 | 7 | 1 | 0 | 312  | 97   | +215  | 40 | 12 | 3          | 0          | 33    |
| 3 | Natal Sharks           | 8 | 6 | 0 | 2 | 283  | 137  | +146  | 37 | 13 | 5          | 1          | 30    |
| 4 | Free State Cheetahs    | 8 | 4 | 0 | 4 | 252  | 224  | +28   | 31 | 27 | 5          | 1          | 22    |
| 5 | Eastern Province Kings | 8 | 6 | 0 | 2 | 261  | 144  | +117  | 35 | 17 | 4          | 2          | 21    |
| 6 | Boland Cavaliers       | 8 | 3 | 1 | 4 | 249  | 229  | +20   | 36 | 30 | 4          | 1          | 19    |
| 7 | Eagles                 | 8 | 3 | 0 | 5 | 174  | 273  | -99   | 26 | 36 | 4          | 1          | 17    |
| 8 | Border Bulldogs        | 8 | 1 | 1 | 6 | 125  | 349  | -224  | 16 | 51 | 0          | 1          | 7     |
| I primi 4 ai quarti di finale Punteggio *4 punti per la vittoria 2 per il pareggio *1 punto di bonus per sconfitta con meno di 7 punti *1 punto di bonus per 4 mete segnate |                        |   |   |   |   |      |      |       |    |    |            |            |       |

## Quarti di finale
| \| 30 / 4 / 2011 \| Golden Lions \| 26-28 \| Blue Bulls \| \| \| \| 30 / 4 / 2011 \| Pampas XV \| 41-34 dts \| Free State Cheetahs \| \| \| \| 30 / 4 / 2011 \| Griqualand West Griquas \| 37-33 dts \| Pumas \| \| \| \| 30 / 4 / 2011 \| Western Province \| 19-21 \| Sharks \| \| \| |                         |           |                     |  |  |
| 30 / 4 / 2011 | Golden Lions            | 26-28     | Blue Bulls          |  |  |
| 30 / 4 / 2011 | Pampas XV               | 41-34 dts | Free State Cheetahs |  |  |
| 30 / 4 / 2011 | Griqualand West Griquas | 37-33 dts | Pumas               |  |  |
| 30 / 4 / 2011 | Western Province        | 19-21     | Sharks              |  |  |

## Semifinale
| \| 7 / 5 / 2011 \| Pampas XV \| 41-26 \| Sharks \| \| \| \| 7 / 5 / 2011 \| Griqualand West Griquas \| 34 - 27 \| Blue Bulls \| \| \| |                         |         |            |  |  |
| 7 / 5 / 2011 | Pampas XV               | 41-26   | Sharks     |  |  |
| 7 / 5 / 2011 | Griqualand West Griquas | 34 - 27 | Blue Bulls |  |  |

## Finale
| \| 14/ 5 / 2011 \| \| Pampas XV \| 14 - 9 \| Blue Bulls \| \| \| |  |           |        |            |  |  |
| 14/ 5 / 2011                                                     |  | Pampas XV | 14 - 9 | Blue Bulls |  |  |